# جون سايكس
جون سايكس (بالإنجليزية: John Sykes)‏ هو شخصية أعمال أمريكي، ولد في 14 مايو 1955 في سكنيكتادي في الولايات المتحدة.